# جيلبرتو (لاعب كرة قدم مواليد 1976)
جلبرتو دا سيلفا ميلو (بالبرتغالية: Gilberto da Silva Melo)، من مواليد 25 ابريل 1976 في ريو دي جانيرو في البرازيل، لاعب كرة قدم برازيلي.
بدأ مسيرته الكروية مع نادي أميركا البرازيلي في عام 1993، ولعب معهم حتى عام 1995، وفي عام 1996 انتقل إلى نادي فلامنغو، ولعب معهم حتى عام 1998، وفي موسم 1998/1999 انتقل إلى نادي كروزيرو، وفي موسم 1999/2000 انتقل إلى نادي أنترناسيونال البرازيلي، وفي موسم 2000/2001 انتقل إلى نادي فاسكو دا غاما، وفي عام 2002 انتقل إلى نادي غريميو، ولعب معهم حتى عام 2003، وفي عام 2004 لعب مع نادي ساو كايتانو، ومنذ عام 2004 وهو يلعب مع نادي هيرتا برلين الألماني.
و قد بدأ باللعب مع منتخب البرازيل لكرة القدم في عام 2003.لعب معا منتخب البرازيل في كاس أمريكا 2007ووصل إلى النهائي مع البازيل.

## روابط خارجية
- غيلبرتو على موقع الاتحاد الدولي (مؤرشف)  (الإنجليزية)
- غيلبرتو على موقع قاعدة بيانات كرة القدم.إي يو (الإنجليزية)
- غيلبرتو على موقع ناشيونال فوتبول تيمز (الإنجليزية)
- غيلبرتو على موقع Soccerbase.com (لاعب) (الإنجليزية)
- غيلبرتو على موقع Soccerway.com (الإنجليزية)
- غيلبرتو على موقع عالم كرة القدم.نت (الإنجليزية)